# René Groth
René Groth (* 9. Juni 1972 in Dresden) ist ehemaliger deutscher Fußballspieler. In der höchsten Spielklasse des deutschen Fußballs, der Bundesliga, spielte er für den 1. FC Dynamo Dresden.

## Sportliche Laufbahn
Im Jahre 1977 begann René Groth, das Fußballspielen bei der SG Dynamo Dresden zu erlernen: Von 1987 bis 1989 besuchte er die Kinder- und Jugendsportschule in Dresden. Im Sommer 1989 zählte er zum Dynamo-Aufgebot in der Nachwuchsoberliga, die in der Spielzeit 1989/90 wieder eingeführt worden war.
Groth begann 1991/92 nach der Zusammenführung von ost- und westdeutschem Fußball im Männerbereich als Vertragsamateur beim inzwischen als 1. FC Dynamo Dresden antretenden früheren DDR-Meister. Für die Elbestädter spielte er in der Amateurelf in der Sachsenliga. Im Spieljahr 1993/94 kam er für die 1. Dynamo-Mannschaft zu einem Erstligaeinsatz.
Nach dem Abstieg von Dynamo 1995 aus der 1. Bundesliga wechselte er als Profi zum FSV Zwickau in die 2. Fußball-Bundesliga. Groth absolvierte dort 48 Punktspiele mit einem Treffer. 1997 ging er aus Zwickau zu Dynamo Dresden zurück und heuerte drei Jahre später beim VfB Leipzig an. Im Sommer 2002 kehrte Groth in seine Heimatstadt zurück und wurde Spielertrainer beim FV Dresden Süd-West und beendete dort seine Laufbahn als Fußballer.

## Berufliche Laufbahn
Seit 2014 ist er Inhaber der Firma Media Welt mit fünf Filialen in Sachsen.

## Persönliches
Seit 1999 ist er verheiratet mit Kristina. Die beiden haben zwei Kinder.